# Innaarsuit

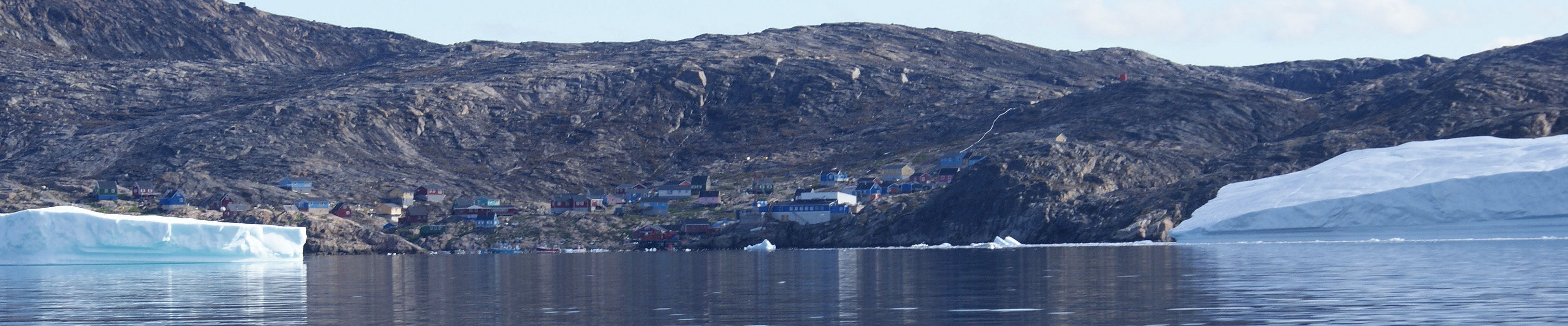
Innaarsuit

Innaarsuit är en by i Qaasuitsup kommun i västra Grönland. Den ligger på en stor ö (27 km2) med samma namn, och har omkring 179 invånare (2009). Ön har helikopterförbindelse med staden Upernavik några gånger i veckan, året runt.
Ön koloniserades av en familj i början av 1900-talet, och har sedan 1980-talet en relativt stor befolkning som i huvudsak livnär sig på fiske. 

Innaarsuit läge i Upernavik skärgård.